# Zinowiewia aymardii
Zinowiewia aymardii är en benvedsväxtart som beskrevs av J.A. Steyermark. Zinowiewia aymardii ingår i släktet Zinowiewia och familjen Celastraceae. Inga underarter finns listade.